# Brachycentrus americanus
Brachycentrus americanus är en nattsländeart som först beskrevs av Banks 1899.  Brachycentrus americanus ingår i släktet Brachycentrus och familjen bäcknattsländor. Inga underarter finns listade i Catalogue of Life.